# Les Miracles de saint François Xavier
Les Miracles de saint François Xavier est une toile de grandes dimensions, une pièce d'autel composée en 1618 ou 1619 par Pierre Paul Rubens pour l’église de la maison professe des jésuites d’Anvers (aujourd'hui église Saint-Charles-Borromée), en Belgique. La toile se trouve depuis 1776 au musée d'histoire de l'art, à Vienne (Autriche). 

## Histoire
Pour la décoration intérieure de leur grande église baroque d’Anvers, achevée en 1621, les jésuites avaient choisi l’artiste local, alors au faîte de sa gloire, Pierre Paul Rubens. Dès 1617 son atelier — très proche de la maison professe —, fut mis à contribution. Comme pièces d'autel Rubens compose deux grandes toiles à la gloire des deux saints fondateurs de la Compagnie de Jésus : Ignace de Loyola et François Xavier. L’une illustre Les Miracles de saint Ignace de Loyola  et l’autre Les Miracles de saint François Xavier. Par un ingénieux mécanisme de poulies (que l’on trouve en plusieurs églises jésuites), les tableaux pouvaient être montrés en alternance suivant les circonstances et célébrations liturgiques.
Lorsque la Compagnie de Jésus fut supprimée (en 1773) l’église fut dépouillée de ses chefs-d’œuvre et pillée de tout ce qui avait de la valeur. Cette toile, avec d’autres œuvres de Rubens, fut acquise par le musée impérial en 1776 qui est devenu le musée d'histoire de l'art, à Vienne, où elle se trouve encore aujourd’hui. À la fin du XVIIIe siècle Anvers et les Pays-Bas méridionaux étaient sous domination autrichienne. 

## Description
Le tableau de Rubens, peint à l’huile sur toile, est de grandes dimensions de 535 × 395 cm. Dans une posture théâtrale dominante saint François Xavier en habit ecclésiastique traditionnel et secondé d'un novice impose la main droite sur divers groupes à ses pieds, l’index de la main gauche indiquant le ciel. Dans la partie inférieure du tableau il y a le mort-ressuscité encore assis sur la pierre tombale, et entouré des siens. À droite l’aveugle est guéri et l’estropié est debout. Debout, immédiatement aux pieds de l’apôtre, des personnalités, dont l’apparat vestimentaire indique qu’ils sont orientaux, écoutent l’apôtre. Mais surtout, en face de l’apôtre, une idole païenne, dans un temple de dimension impressionnante, est foudroyée et détruite par un éclair venant du ciel, sous les yeux d’un prêtre et d’autres qui en sont culbutés.

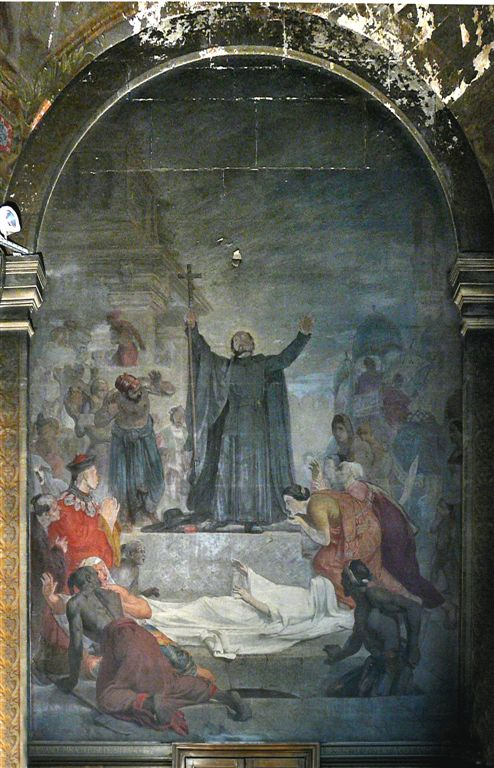
Puissance miraculeuse..., peinture murale de J.-E. Lafon

## Dans les arts
Le même thème a inspiré d’autres artistes :
- Saint François Xavier rappelant à la vie la fille d’un habitant de Cangoxima [Kagoshima] au Japon’ (1641) est une toile (444 x 243 cm) de Nicolas Poussin. Commandée par François Sublet de Noyers pour le maître-autel du noviciat des jésuites, elle se trouve aujourd’hui au  musée du Louvre, à Paris.
- Puissance miraculeuse de saint François Xavier (1859) est une peinture murale dans la chapelle saint François Xavier de l’église Saint-Sulpice, à Paris. Elle est l’œuvre de Jacques-Emile Lafon.